# ارتش یازدهم (ورماخت)
ارتش یازدهم (به آلمانی:11. Armee) یکی از ارتش‌های میدانی وابسته به ارتش آلمان نازی (ورماخت) در جنگ جهانی دوم بود.

## فرماندهان
- اویگن ریتر فون شوبرت
- اریش فن مانشتاین
- آنتون گراسر
- اتو هیتسفلد
- والتر لوخت